# 鍾無艷 (電影)
《鍾無艷》（英語：[Wu Yen] 错误：{{Lang}}：文本有斜体标记（帮助））是2001年上映的香港电影。由杜琪峰和韦家辉导演，郑秀文、梅艳芳和张柏芝领衔主演。導演杜琪峰起用梅艷芳反串飾演好色之君齊宣王，其喜劇演出為她贏得當年《明報周刊》主辦的「演藝動力大獎」的最佳女演員。

## 故事大纲
齐宣王误闯夜叉山，碰巧撞上了风姿绰约的寨主钟无艳，二人一见钟情。钟情于钟无艳的狐狸精被拒爱，于是向无艳施“爱情咒”，使其脸上忽然多了块大痣，把齐宣王吓得拔腿而逃，二人感情从此障碍重重。狐狸精化身为美女夏迎春去勾引齐王，忽男忽女的她竟同时爱上齐王和无艳，硬是周旋在二人之间。齐王被狐狸精的美色所诱，但无艳仍对齐王痴心一片，甘为齐王南征北战，冲锋陷阵、出生入死。无艳在迎春多番打击下多次入冷宫、坐天牢仍无怨无悔，对齐王矢志不渝。齐宣王总是有难就找钟无艳，无事宠爱夏迎春。后来还嗜赌成性，把无艳也当作筹码输了出去，令无艳伤心欲绝。最后，国破家亡之后的齐王终于醒悟自己所爱的是谁，于是浪子回头。

## 演员
| 演员   | 角色          | 關係                                                                                      |
| 郑秀文 | 鍾無艷        | 對齊宣王一見鍾情後為其妻，後離婚，最後復合 被夏迎春單戀                                   |
| 梅艳芳 | 齐宣王        | 戰國时期的齐国君王，昏庸与好色 鍾無艷之夫，後離婚，最後復合 夏迎春之夫                    |
| 梅艳芳 | 齐桓公 (分飾) | 齐宣王的耳曾祖父 帮助鍾無艷和齐宣王复合，对夏迎春非常厌恶                                 |
| 張栢芝 | 夏迎春        | 本是狐狸精化身 單戀鍾無艷 齐桓公之死敌 齊宣王之西宮娘娘，原想報復鍾無艷，但最後愛上齊宣王 |
| 黃浩然 | 吴起          | 暗戀齊宣王扮成的女人                                                                      |
| 林雪   | 晏婴          | 齐国丞相 常常因齊宣王做錯事而責備其，並且常常幫齊宣王善後，但事實上很疼惜其               |
| 许绍雄 | 楚王          | 皇上                                                                                      |
| 艾威   | 燕王          | 皇上                                                                                      |
| 秦煌   | 秦王          |                                                                                           |
| 潘嘉德 | 趙王          |                                                                                           |
| 萧亮   | 燕国使者      |                                                                                           |
| 王天林 | 土地公公      |                                                                                           |
| 卓慧敏 |               |                                                                                           |
| 鄭藩生 | 齊國將軍      |                                                                                           |
| 鄭祖   |               |                                                                                           |
| 龍天生 | 齊國史官      |                                                                                           |
| 黃文慧 | 土地婆婆      |                                                                                           |
| 李蘢怡 |               |                                                                                           |

## 奖项
| 年份   | 頒獎典禮                   | 獎項             | 名字   | 結果 |
| ------ | -------------------------- | ---------------- | ------ | ---- |
| 2001年 | 第八届香港電影评论学会大奖 | 最佳女演员       | 郑秀文 | 獲獎 |
| 2002年 | 第21届香港電影金像獎       | 最佳女主角       | 郑秀文 | 提名 |
| 2002年 | 第21届香港電影金像獎       | 最佳美术指导     | 余家安 | 提名 |
| 2002年 | 第21届香港電影金像獎       | 最佳服装造型设计 | 余家安 | 提名 |

## 軼事
- 电影剧情取材于中国民间故事，被导演杜琪峰拍摄成2001年上映的贺岁片。
- 电影中好色的齐宣王一角，杜琪峰本来打算邀请梁家辉演出。后来为了增加吸引力和带来更多惊喜，最后决定由梅艳芳反串演出。[1]
- 电影的女主角之一郑秀文在2002年香港電影金像獎中，除了凭此片角逐最佳女主角外，还同时凭电影《同居密友》和《瘦身男女》一起入围。[2]

## 外部連結
- 開眼電影網上《鍾無艷》的資料（繁體中文）
- 香港影庫上《鍾無艷》的資料（繁體中文）
- 豆瓣电影上《鍾無艷》的資料 （简体中文）
- 时光网上《鍾無艷》的資料（简体中文）
- 爛番茄上《鍾無艷》的資料（英文）
- 互联网电影数据库（IMDb）上《鍾無艷》的资料（英文）